# Korskyrkan
Korskyrkan är ett vanligt namn på kyrkor i Sverige, framför allt sådana som är anslutna till Evangeliska frikyrkan.
Den första "Korskyrkan" i Sverige var Korskyrkan i Stockholm, som från början hette ”Stockholms Fria Baptistförsamling". Församlingen hade under många år sin gudstjänstlokal på Döbelnsgatan. På fasaden fanns ett neonkors och en skylt med det långa församlingsnamnet, men i folkmun började kyrkan kallas för "kyrkan med korset på". Församlingen fångade upp detta och gav 194 sin kyrkobyggnad namnet Korskyrkan. Namnet kom sedan att användas av många församlingar inom frikyrkorörelsen, främst inom Örebromissionen.

## Korskyrkor i Sverige i urval
- Korskyrkan, Aneby (Aneby Baptistförsamling)
- Korskyrkan, Boden (Nya Korskyrkans Församling)
- Korskyrkan, Borås (Tabernakelförsamlingen)
- Korskyrkan, Byske
- Korskyrkan, Fagersta (Filadelfiaförsamlingen)
- Korskyrkan, Frövi
- Korskyrkan, Gävle
- Korskyrkan, Jönköping
- Korskyrkan, Karlstad
- Korskyrkan, Ludvika
- Korskyrkan, Luleå
- Korskyrkan, Lyckeby (Lyckeby Frikyrkoförsamling)
- Korskyrkan, Värnhem, Malmö[2]
- Korskyrkan, Mariestad (Mariestads Baptistförsamling)
- Korskyrkan, Norrköping (Baptistförsamlingen Saron)
- Korskyrkan, Nyköping (Korskyrkans Församling)
- Korskyrkan, Stockholm
- Korskyrkan, Umeå (Elimförsamlingen)
- Korskyrkan, Uppsala (Baptistförsamlingen Korskyrkan)
- Korskyrkan, Vimmerby (Vimmerby Evangeliska Frikyrkoförsamling)
- Korskyrkan, Vingåker (Korskyrkans Församling)
- Korskyrkan, Västerås (Baptistförsamlingen Filadelfia)
- Korskyrkan, Åsarp
- Korskyrkan, Älvsbyn
- Korskyrkan, Örebro (Adolfsbergs Baptistförsamling)
- Korskyrkan, Örkelljunga

## Andra korskyrkor
- Korskirken, Oslo